# Rhamnapoderus karaseki
Rhamnapoderus karaseki is een keversoort uit de familie bladrolkevers (Attelabidae). De wetenschappelijke naam van de soort werd in 1960 gepubliceerd door Janczyk.